# San Martín del Bas
San Martín del Bas (en catalán y oficialmente, Sant Martí d'Albars) es un municipio español de la provincia de Barcelona, en la comarca del Llusanés. La capital municipal es La Blava. Incluye también el núcleo de Beulaigua y la parroquia de San Martín del Bas. 

## Demografía
San Martín del Bas cuenta con una población de 140 habitantes (INE 2024).
| Gráfica de evolución demográfica de San Martín del Bas entre 1842 y 2021 |
| |
| Población de derecho según los censos de población del INE. Población de hecho según los censos de población del INE.En estos censos se denominaba San Martín del Bas: 1842, 1857, 1860, 1877, 1887, 1897, 1900, 1910, 1920, 1930, 1940, 1950, 1960, 1970 y 1981. |

| 1900 | 1930 | 1950 | 1970 | 1981 | 1986 | 2006 |
| ---- | ---- | ---- | ---- | ---- | ---- | ---- |
| 210  | 323  | 283  | 214  | 162  | 139  | 114  |

## Comunicaciones
El término municipal está atravesado por la carretera local BV-4342, de Santa Creu de Jutglar a Santa Eulalia de Puigoriol cerca de la cual se hallan los diferentes núcleos de población que lo forman.

## Economía
Agricultura de secano y ganadería.

## Historia
La iglesia de San Martín del Bas está documentada desde principios del siglo X. En la misma época consta documentada la masía de Vilatammar. A principios del siglo XIX empezaron a formarse los barrios de La Blava, Beulaigua y L'Almató a lo largo de un camino ganadero.

## Lugares de interés
- Iglesia de San Martín, de estilo barroco.
- Puente románico del Molí del Pont.